# Etnografie
Etnografia (Greacă ἔθνος ethnos = etnic și γραφία graphia = scris) este o știință care clasifică popoarele lumii, studiază compoziția, originea și răspândirea lor, urmărește evoluția culturii lor materiale și spirituale, moravurile și particularitățile felului lor de viață, legăturile cultural-istorice reciproce etc.. Este folosită în antropologie și unele ramuri ale sociologiei.